# Ramona Valley
Pour les articles homonymes, voir Ramona.
La Ramona Valley (« vallée de Ramona ») est une région viticole américaine (American Viticultural Area, ou AVA) reconnue par l'Alcohol and Tobacco Tax and Trade Bureau dans le comté de San Diego, en Californie. Plus précisément, la zone se trouve à 45 km au nord de San Diego et est centrée autour de la municipalité de Ramona qui lui donne son nom.